# Cellulär mikrobiologi

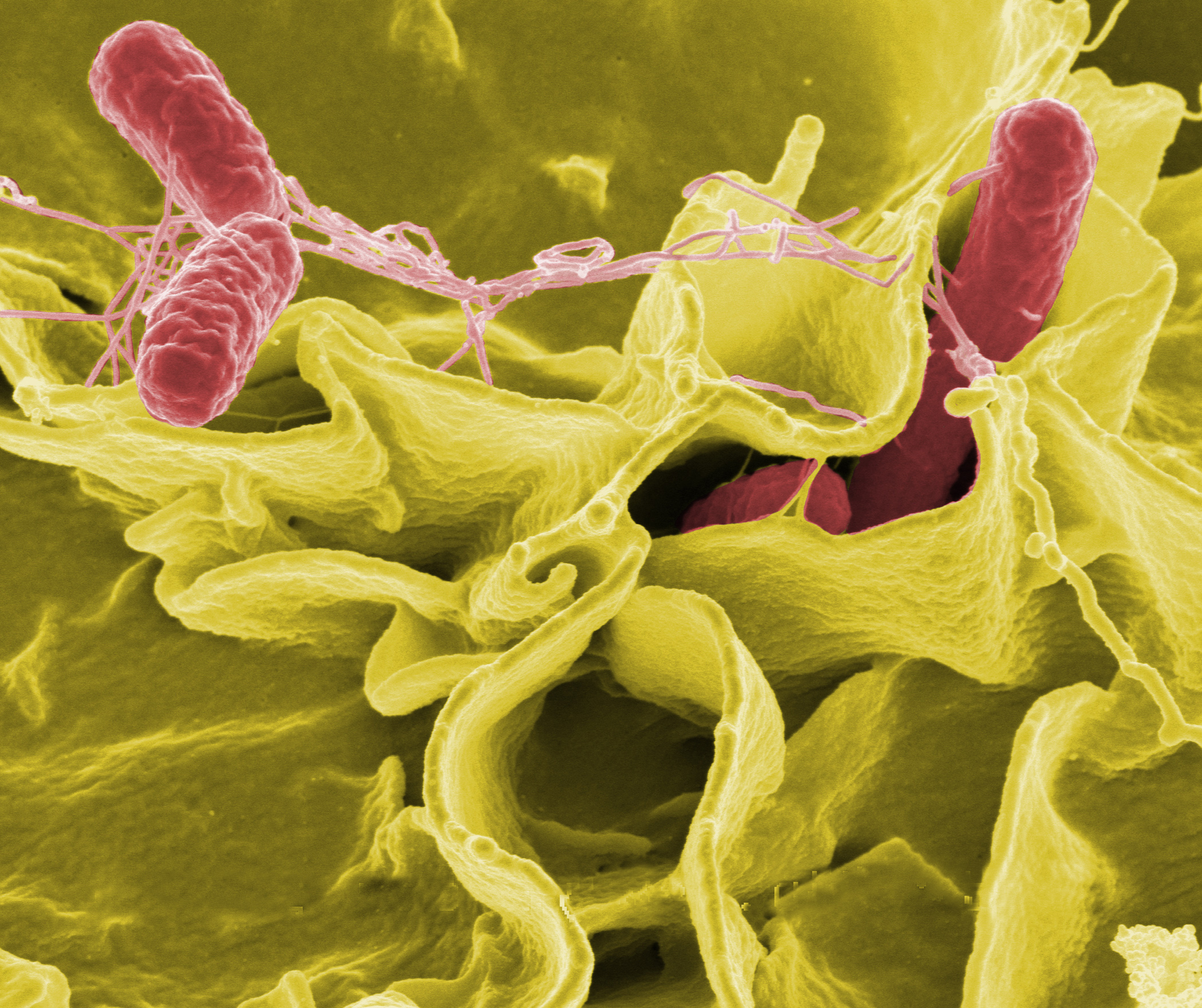
Salmonella angriper en odlad cell

Cellulär mikrobiologi är en kombination av både mikrobiologi och cellbiologi. Det handlar om att få processen i infektioner på cellnivå dvs om hur patogener manipulera cellulära processer. Fenomenet cell mikrobiologi nämns 1996 i en vetenskapsartikel.
Cellulär mikrobiologi försöker använda patogena mikrober (smittämnen) som verktyg för cellbiologisk forskning och för att skapa cellbiologiska metoder för att kunna förstå patogeniteten av mikrober. Man har använt gifter och virulensfaktorer från olika mikrober i årtionden för att påverka processer i eukaryota celler.  
Många eukaryota cellulära processer har förtydligats med hjälp av mikrobiella "verktyg" . Ett stort ämne i denna kategori är cytoskelettet. Många mikrober modifieras och påverkar synten/nedbrytningen av värdcellscytoskelettet, speciellt aktinnätverket. Bakterier som salmonella och shigella, framkallar aktin-polymerisation i värdceller som annars inte skulle gå i gång i mikrober. Detta ger upphov till en bildning av en ny uppbyggnad celler men som till sist blir uppslukade av bakterierna. Bakterier som Yersinia hämmar aktin-polymerisation i fagocyter och därmed förhindrar spridningen. 
Cellular mikrobiologi försöker att förstå dessa processer och hur de främjar infektioner.
I cellulär mikrobiologi använder man sig av mikroorganiser för att senare skapa och modifiera immunförsvaret för att se hur olika virus påverkar.
Nyligen har cellulär mikrobiologi införts för att undersöka cellbiologi av mikrober själva.